# Poupée de porcelaine (chanson)
Pour les articles homonymes, voir Poupée (homonymie).
Pistes de Poupée de porcelaine
Le mari de mama Les Gondoles à Venise
Poupée de porcelaine est une chanson originale du répertoire de Sheila. Ce titre est un des plus grands succès de cette artiste.
La chanson est l'un des tubes de 1972, et se vendra à plus de 400 000 exemplaires. 
Le titre sera repris en version instrumentale (guitare) par Ringo.

## Fiche artistique
- Titre : Poupée de porcelaine
- Titre original :
- Paroles originales : Jean Schmitt et Claude Carrère
- Musique : Daniel Vangarde
- Arrangements et direction musicale : Jean-Claude Petit
- Ingénieur du son : Bernard Estardy
- Producteur : Claude Carrère
- Année de production : 1972
- Éditeur :  Claude Carrère
- Parution : Octobre 1972
- Durée : 03:13

## Commentaire
Poupée de porcelaine est une chanson qui a marqué la chanson française en 1972. 
Sheila interprète ce titre dans la plupart de ses spectacles au sein d'un medley reprenant d'autres succès de sa carrière.

## Poupée de porcelaineen CD
- 1972 - Poupée de porcelaine
- 2006 - Juste comme ça (double album) - CD Warner 51011751523
- 2008 - Toutes ces vies - Les chansons incontournables - CD Warner Rhino 5144278712

## Poupée de porcelaineen Single
- 1972 -  France  - 45 tours / SP Stéréo  Carrère / Face B : L'Olympia